# Khleangok
A Khleangok, azaz az Északi és a Déli Khleang – „Raktárak” –  az egykori Khmer Királyság fővárosának ikerépítményei Angkorban, Kambodzsában. Az ismeretlen célokra emelt két épület a Királyi Palotához tartozó tér keleti oldalán, a palotát és a Győzelmi kaput összekötő út északi és déli oldalán, az elefánt terasz vonalában, Prasat Suor Prat 12 tornya mögött áll.
Az egymáshoz formailag és díszítéseit tekintve nagyon hasonló, észak-déli főhajójú két épület más-más időpontban készült. Az északi Khleangot V. Dzsajavarman király építette a 10. század végén, a déli Khleangot örököse, I. Szurjavarman  (1002-1049) a 11. század elején. A két épület az angkori terület arculatában új stílust indított, amelyet további két templom a Phimeanakasz és a Ta Keo képvisel.
A Khleang-stílus építményei: egyszerű, sima vonalú, galériás szerkezetű épületek, a bejáratok és átjárók (gopura) szemöldökfái és magasított háromszögletű oromfalai gazdagon díszítettek továbbá a falakat nagy, négyszögletes, oszlopdíszes (balusztrádos) ablakok és álajtók tagolják.
A Khleangok funkciója ismeretlen, egyes kutatók szerint a királyság magas rangú vendégeinek fogadótermei és szálláshelyei voltak, mások szerint a szakrális kegytárgyak, ikonok és lingák tárolóhelyei, azaz egyszerű raktárak. Napjainkban nagyon elhanyagolt romos állapotban vannak.

## Északi Khleang
Az északi épület valaha impozánsabb lehetett mint déli ikerpárja. A romok látni engedik, az egykor 1,5 méter széles külső lateritfalat, továbbá az épület belső részeit díszítő oszlopok és tornyok maradványait. Az egyik jó állapotban megmaradt bejárat oromzatát gazdag növényfaragás borítja.
Az épület közepén három részre osztott hosszú galéria áll. Középső része 4,5×4,5 méteres négyzet alaprajzú, amelyet északról és délről két 18,7×4,5 méteres hosszú oszlopos csarnok egészít ki. A galériában két szobrot találtak a régészek, egyik Visnu istent, a másik Avalokitésvarát ábrázolja.
A két belső udvaron szentélyek romjai állnak, maradványaikon átépítések nyomai láthatók. A középső udvar közepén, kisméretű 2×2 méteres alaprajzú, az égtájak irányába kereszt alakban nyitott szentély áll. Feltételezések szerint az apró, Angkorvat stílusú épületet könnyűszerkezetes passzázs kötötte össze az udvart határoló galériával.

## Déli Khleang
A 90 centiméter vastag lateritfallal határolt homokkő épület falai gazdagon díszítettek. Belsejében két különálló galériás épületrész áll. A keleti, illetve nyugati galériák falát északi és déli oldalon két-két, keleti és nyugati oldalait négy-négy balusztrádokkal díszített hatalmas ablak tagolja. A 45×45 méteres belső galériát kereszt alakú oszlopcsarnok osztja kisebb, négyszögletes terekre. A párkányzatot körbefutó faragások díszítik. A másik, 30×50 méteres fedett folyosókból álló épületrész további két (északi és déli) galériára tagolódik. Napjainkra a valóságban semmi sem maradt meg ezekből az építményekből.

## Külső hivatkozások
- Czeiner Nándorné: Kambodzsa útinapló, 2001. december; Elektronikus kiadás: Terebess Ázsia E-Tár (magyar)